# ديفيد دا سيلفا ليما
ديفيد دا سيلفا ليما هو لاعب كرة قدم برازيلي في مركز الهجوم، ولد في 25 يوليو 1990 في ريو دي جانيرو في البرازيل. لعب مع نادي نوفو هامبورغو.

## وصلات خارجية
- ديفيد دا سيلفا ليما على موقع قاعدة بيانات كرة القدم.إي يو (الإنجليزية)
- ديفيد دا سيلفا ليما على موقع Soccerway.com (الإنجليزية)